# Вулиця Бетховена (Київ)
Ву́лиця Бетхо́вена — вулиця у Святошинському районі міста Києва, селище Жовтневе. Пролягає від вулиці Перемоги до Жмеринської вулиці.
Прилучаються вулиці Академіка Біляшівського, Тараса Бульби-Боровця та Петра Дорошенка. З непарного боку вулиці розташований парк «Совки».

## Історія
Вулиця виникла у середині XX століття, мала назву Лісна́. Сучасну назву вулиця отримала 1965 року на честь німецького композитора Людвіга ван Бетховена.